# Gentiana prolata
Gentiana prolata är en gentianaväxtart som beskrevs av I. B. Balf.. Gentiana prolata ingår i släktet gentianor, och familjen gentianaväxter. Inga underarter finns listade i Catalogue of Life.